# Alone at Last with Tony Bennett
Alone at Last with Tony Bennett è il terzo album del cantante statunitense Tony Bennett, pubblicato dalla casa discografica Columbia Records nel 1955.

## Tracce

### LP
Lato A
1. Sing You Sinners – 2:12 (testo: Sam Coslow – musica: William Franke Harling) – Registrato il 20 luglio 1950 a New York
2. Somewhere Along the Way (arrangiamento di Percy Faith) – 2:59 (testo: Sammy Gallop – musica: Kurt Adams) – Registrato il 17 ottobre 1951 al CBS Studio di New York
3. Since My Love Has Gone (arrangiamento di Percy Faith) – 2:59 ((basata su una melodia di Giuseppe Verdi) Herbert Wasserman, Jack Aaron) – Registrato il 31 maggio 1951 al CBS Studio di New York

Lato B
1. Stranger in Paradise (arrangiamento di Percy Faith) – 3:07 (dal musical Kismet: adattamento musicale di Robert Wright, Chet Forrest su tema musicale di Aleksandr Porfir'evič Borodin) – Registrato il 13 ottobre 1953 al CBS Studio di New York
2. Here in My Heart (arrangiamento di Percy Faith) – 2:53 (Pat Genaro, Lou Levinson, Bill Borrelli) – Registrato il 30 aprile 1952 al CBS Studio di New York
3. Please Driver (Once Around the Park Again) (arrangiamento di Percy Faith) – 3:04 (Chilton Price) – Registrato il 4 dicembre 1953 al CBS Studio di New York

## Musicisti
Sing You Sinners
- Tony Bennett – voce
- Marty Manning – conduttore orchestra
- Componenti orchestra non accreditati

Somewhere Along the Way
- Tony Bennett – voce
- Percy Faith – conduttore orchestra, arrangiamenti
- Russell Banzer – strumento a fiato
- Harold Feldman – strumento a fiato
- Al Freistat – strumento a fiato
- J. Fulton – strumento a fiato
- Toots Mondello – sassofono alto, clarinetto
- Art Ryerson – chitarra
- Frank Carroll – contrabbasso
- Lou Stein – piano
- Phil Kraus – batteria
- Bernard Greenhouse – violoncello
- Samuel Carmell – violino
- Emanuel Green – violino
- Milton Lomask – violino
- George Ockner – violino
- Albert Pratz – violino
- Julius Schachter – violino
- Sidney Brecher – viola
- Richard Dickler – viola

Since My Love Has Gone
- Tony Bennett – voce
- Percy Faith – conduttore orchestra, arrangiamenti
- Allen Hanlon – chitarra
- Milton Kaye,  – piano
- Jack Nidoff – piano
- Frank Carroll – contrabbasso
- M. Grupp – batteria
- Frank Miller – violoncello
- Samuel Carmell – violino
- Alexander Cores – violino
- C. Green – violino
- Milton Lomask – violino
- George Ockner – violino
- Julius Schachter – violino
- Sidney Brecher – viola
- Richard Dickler – viola

Stranger in Paradise
- Tony Bennett – voce
- Percy Faith – conduttore orchestra, arrangiamenti
- Theodore Gompers – strumento a fiato
- Bernard Kaufman – strumento a fiato
- Al Klink – strumento a fiato
- William Versaci – strumento a fiato
- Jimmy Abato – sassofono alto, clarinetto
- Al Caiola – chitarra
- Frank Carroll – contrabbasso
- Bernie Leighton – piano
- M. Rosen – arpa
- Phil Kraus – batteria
- I. Cuskoff – violoncello
- Bernard Greenhouse – violoncello
- Emanuel Green – violino
- Milton Lomask – violino
- Harold Melnikoff – violino
- Dave Novales – violino
- George Ockner – violino
- Gene Orloff – violino
- Raoul Poliakin – violino
- Samuel Rand – violino
- Sidney Brecher – viola
- Richard Dickler – viola
- The Ray Charles Singers – cori

Here in My Heart
- Tony Bennett – voce
- Percy Faith – arrangiamenti
- Milton Lomask – violino
- Sally Sweetland – cori

Please Driver (Once Around the Park Again)
- Tony Bennett – voce
- Percy Faith – conduttore orchestra, arrangaimenti
- Russell Banzer – strumento a fiato
- Bernard Kaufman – strumento a fiato
- Paul Ricci – strumento a fiato
- William Versaci – strumento a fiato
- Jimmy Abato – sassofono alto, clarinetto
- Jimmy Maxwell – tromba
- J. Milozzo – tromba
- Marvin 'Red' Solomon – tromba
- Larry Altpeter – trombone
- Will Bradley – trombone
- Albert Godlis – trombone
- Art Ryerson – chitarra
- Frank Carroll – contrabbasso
- Bernie Leighton – piano
- I. Cusikoff – violoncello
- R. Sims – violoncello
- Terry Snyder – batteria
- Don Ash – violino
- Alexander Cores – violino
- Emanuel Green – violino
- Harry Katzman – violino
- Milton Lomask – violino
- Dave Novales – violino
- George Ockner – violino
- Julius Schachter – violino
- Sidney Brecher – viola
- Richard Dickler – viola[1]